# Diretor-Geral da BBC
O diretor-geral da BBC é diretor executivo e (desde 1994) editor-chefe da rede pública britânica de meios de comunicação, British Broadcasting Corporation.
O cargo era anteriormente nomeado pelo Conselho de Governadores da BBC (de 1927 a 2007) e depois pelo BBC Trust (de 2007 a 2017). Desde 2017, o diretor-geral é nomeado pelo Conselho da BBC.
Até à momento, 17 pessoas foram nomeados directores-gerais, mais dois adicionais que foram nomeados apenas na qualidade de interinos. O atual titular é Tim Davie , que sucedeu Tony Hall em 1 de setembro de 2020. 

## Lista
| Diretor General                   | Mandato                 | Período  |
| --------------------------------- | ----------------------- | -------- |
| Sir John Reith                    | 1927–1938               | 11 anos  |
| Sir Frederick Ogilvie             | 1938–1942               | 4 anos   |
| Sir Cecil Graves e Robert W. Foot | 1942–1943               | 1 ano    |
| Robert W. Foot                    | 1943–1944               | 1 ano    |
| Sir William Haley                 | 1944–1952               | 8 anos   |
| Sir Ian Jacob                     | 1952–1959               | 7 anos   |
| Sir Hugh Greene                   | 1960–1969               | 9 anos   |
| Sir Charles Curran                | 1969–1977               | 8 anos   |
| Sir Ian Trethowan                 | 1977–1982               | 5 anos   |
| Alasdair Milne                    | 1982–1987               | 5 anos   |
| Sir Michael Checkland             | 1987–1992               | 5 anos   |
| Sir John Birt                     | 1992–2000               | 8 anos   |
| Greg Dyke                         | 2000–2004               | 4 anos   |
| Mark Byford                       | Janeiro – Junho de 2004 | 5 meses  |
| Mark Thompson                     | 2004–2012               | 8 anos   |
| George Entwistle                  | 2012                    | 54 dias  |
| Tim Davie                         | 2012–2013               | 141 dias |
| Tony Hall                         | 2013 – 2020             | 7 anos   |
| Tim Davie                         | 1º de setembro de 2020  | Titular  |